# Samuel Dubé
Samuel Dubé (* 30. Mai 2002 in Bad Tölz) ist ein ehemaliger deutsch-kanadischer Eishockeyspieler und derzeitiger Spielerberater, der im Verlauf seiner aktiven Karriere zwischen 2018 und 2023 unter anderem beim ERC Ingolstadt in der Deutschen Eishockey Liga (DEL) unter Vertrag gestanden und dort auf der Position des Centers gespielt hat. Sein Vater Yanick Dubé war ebenfalls professioneller Eishockeyspieler. 

## Karriere
Dubé kam in Bad Tölz zur Welt, während sein Vater Yanick dort für den EC Bad Tölz in der 2. Eishockey-Bundesliga aktiv war. Samuel Dubé durchlief in der Folge die Nachwuchsabteilungen des Eishockeyklubs seiner Geburtsstadt, ehe er im Sommer 2016 an die Eishockey-Akademie des österreichischen Klubs EC Red Bull Salzburg wechselte. In der Akademie, in der sein Vater zu diesem Zeitpunkt als Trainer tätig war, verbrachte der Stürmer zwei Jahre und sicherte sich mit der U18-Mannschaft im Frühjahr 2018 die Meisterschaft der Erste Bank Juniors League (EBJL). Nach der anschließenden Wahl im Entry Draft der kanadischen Juniorenliga Ligue de hockey junior majeur du Québec (LHJMQ) durch die Halifax Mooseheads wechselte Dubé zur Spielzeit 2018/19 ins Geburtsland seines Vaters. Er bestritt dort in den folgenden beiden Spieljahren 84 Partien für die Mooseheads und nahm mit dem Team auch am prestigeträchtigen Memorial Cup teil. Nach vier weiteren Einsätzen in der Saison 2020/21 kehrte der Deutsch-Kanadier vor dem Hintergrund der COVID-19-Pandemie nach Europa zurück.
Der Offensivspieler spielte nach seiner Rückkehr wieder im Nachwuchssystem des EC Red Bull Salzburg, wo er mit den RB Hockey Juniors am Spielbetrieb der Alps Hockey League teilnahm. Im Mai 2021 nahm der ERC Ingolstadt aus der Deutschen Eishockey Liga (DEL) den kurz vor seinem 19. Geburtstag stehenden Dubé unter Vertrag. Das Nachwuchstalent sollte zunächst über den DEL2-Kooperationspartner Ravensburg Towerstars an das DEL-Niveau herangeführt werden, allerdings debütierte er im September im Trikot des ERCI im deutschen Profi-Eishockey. Aufgrund einer starken Thrombose blieb es im Spieljahr 2021/22 bei diesem einen Saisoneinsatz. Aufgrund der Thrombose und anschließender Probleme beim Heilungsprozess bestritt Dubé in der folgenden Saison keine weitere Partie für die Ingolstädter und gab Mitte Mai 2023 – wenige Tage vor seinem 21. Geburtstag – seinen vorzeitigen Rückzug aus dem Profisport bekannt. Im Anschluss an seine aktive Karriere wurde er Spielerberater.

### International
Mit der deutschen U20-Nationalmannschaft nahm Dubé an der U20-Junioren-Weltmeisterschaft 2021 in der kanadischen Metropole Edmonton teil. Dabei kam er in allen fünf Turnierspielen zum Einsatz und erzielte im Vorrundenspiel gegen Finnland einen Treffer. Das Turnier schloss Deutschland auf dem sechsten Rang ab.

## Erfolge und Auszeichnungen
- 2018 EBJL-Meister mit der RB Hockey Academy

## Karrierestatistik

### International
Vertrat Deutschland bei:
- U20-Junioren-Weltmeisterschaft 2021

(Legende zur Spielerstatistik: Sp oder GP = absolvierte Spiele; T oder G = erzielte Tore; V oder A = erzielte Assists; Pkt oder Pts = erzielte Scorerpunkte; SM oder PIM = erhaltene Strafminuten; +/− = Plus/Minus-Bilanz; PP = erzielte Überzahltore; SH = erzielte Unterzahltore; GW = erzielte Siegtore; 1 Play-downs/Relegation; Kursiv: Statistik nicht vollständig)